# Wyncham Stream
Der Wyncham Stream ist ein Wasserlauf im London Borough of Bexley. Er fließt durch Lamorbey in nordöstlicher Richtung bis zu seiner Mündung in den River Shuttle in Blackfen.